# Unità cinofila

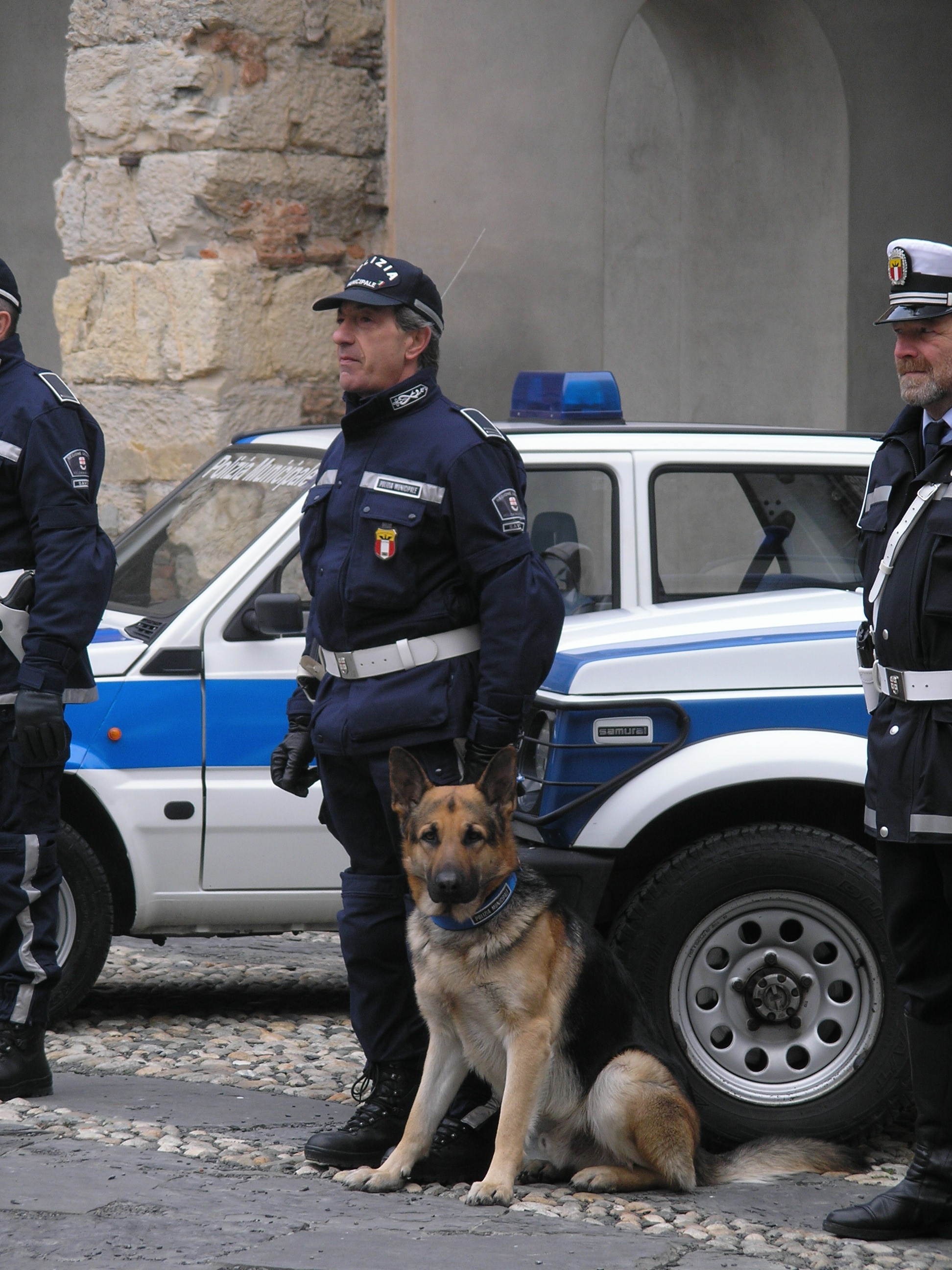
Unità cinofila della Polizia Locale di Savona con il cane Buck

Con unità cinofila si intende il binomio formato da un cane e dal suo conduttore. Solitamente viene impiegato per indicare unità appartenenti a forze di polizia o forze armate ed enti che si occupano di ricerca e soccorso.

## Storia

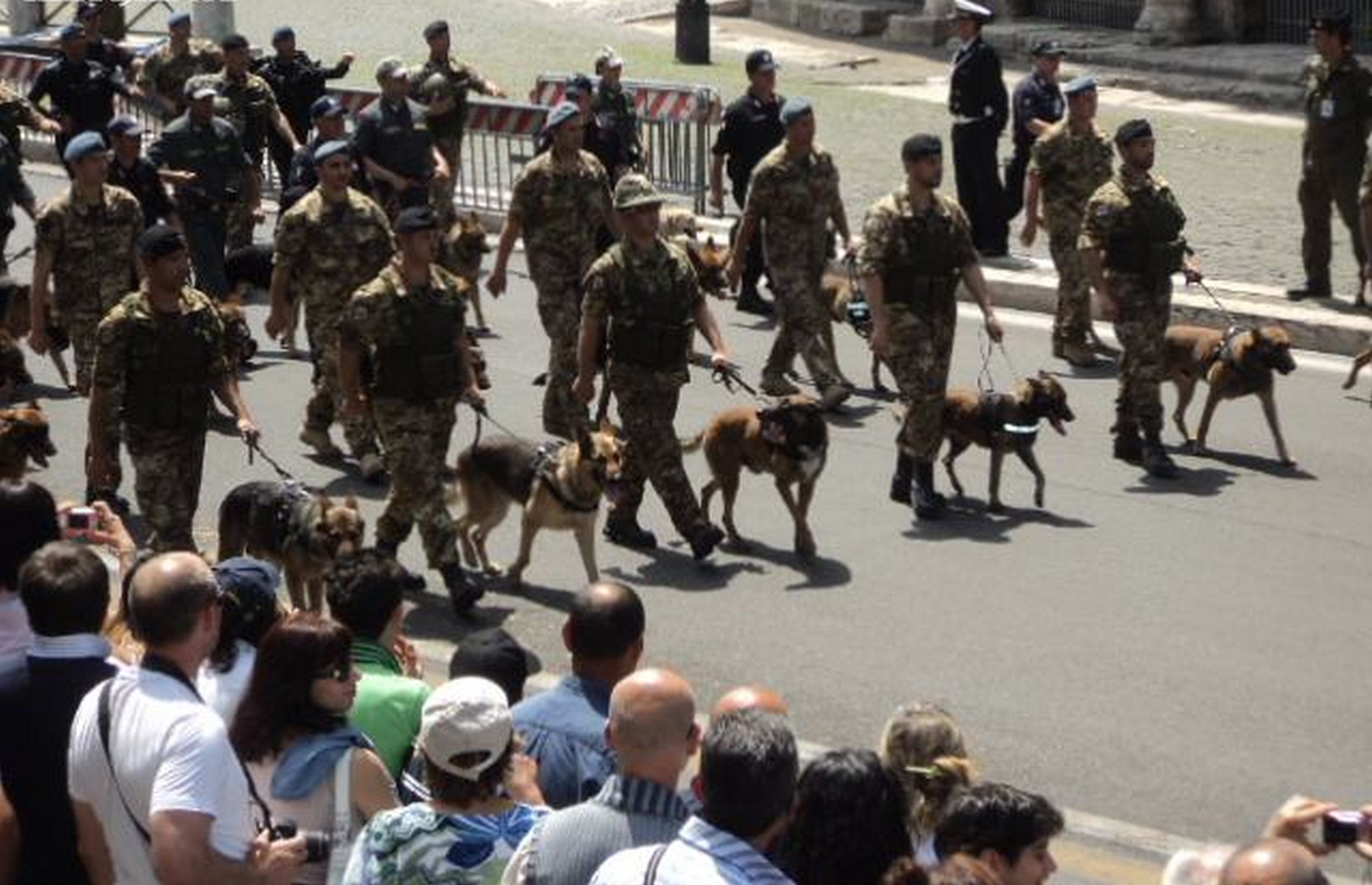
Gruppo Cinofilo dell'Esercito Italiano

Dalla fine del XIX secolo, si è assistito ad un uso sempre più diffuso dei cani nel supporto ai servizi pubblici, in particolare in attività di sicurezza, difesa e soccorso. Nel 1898, infatti, il commissario Van Welmael aveva costituito a Gand la prima unità cinofila di polizia del mondo.  
In Italia, precursore dell'impiego di cani in servizio pubblico è stato il Regio Esercito, con esperimenti in tal senso avviati a partire dal 1893, con finalità di integrazione ai servizi di guardia di installazioni sensibili. Quando l'utilizzo dei cani poliziotto prese piede negli altri Stati europei, in Italia alcune riviste come Il Cane e Rivista Penale lodarono molto questa pratica. Nonostante gli auspici delle riviste, la Polizia di Stato istituì i propri reparti cinofili solo nel 1925, dopo l’acquisto di numerosi cani da poliziotto di razza pastore tedesco dalla Germania. 
L'apice dell'impiego ha coinciso con la prima guerra mondiale, nelle truppe tedesche, francesi e belghe. La Germania usò i cani con funzioni di soma e traino per garantire il rifornimento delle postazioni più impervie, di porta ordini e di assistenza sanitaria. Nella seconda guerra mondiale gli Stati Uniti addestrarono circa 20.000 cani e ne mandarono duemila al fronte.

## Specialità
- unità cinofila per servizi preventivi: detta anche unità cinofila da polizia o unità cinofila da pattuglia; con terminologia internazionale viene indicata come patrol dog, mentre nel Regno Unito viene definita "general purpose dog". È composta da un operatore di polizia e un cane addestrato a immobilizzare tramite il morso o la percussione in museruola soggetti pericolosi od ostili. Solitamente il cane è anche addestrato a ricercare e inseguire persone, tramite traccia o cono d'odore.
- unità cinofila per attività di polizia giudiziaria: composta da un conduttore operatore di polizia ed un cane addestrato a fungere quale strumento di scoperta di sostanze oggetto di ricerca per finalità di polizia giudiziaria, quali stupefacenti, resti umani, tracce di sangue, acceleranti d'incendio.
- unità cinofila con capacità combat: oltre a riconoscere e segnalare qualsiasi tipo di esplosivo, l'unità è addestrata al trasporto tattico su qualsiasi mezzo militare, all'elisbarco ed elimbarco, al superamento di un corso d'acqua, a tecniche di movimento e combattimento, di sicurezza e vigilanza di punti sensibili.

## Nel mondo

### Unità cinofile italiane
- L'Esercito Italiano indica il binomio uomo - cane con il termine di Nucleo Cinofilo. Un Reparto, a livello battaglione, è il Gruppo Cinofilo di Grosseto del Comando logistico dell'Esercito, che opera in patria per ricerca armi, sorveglianza obiettivi e "bonifica" di aree, o per missioni all'estero.
- Nell'Arma dei Carabinieri vi è un apposito Servizio Cinofili.
- Nella Polizia di Stato i Reparti cinofili hanno quattro finalità di impiego: Ordine pubblico e vigilanza, Antidroga, Antiesplosivo, Ricerca e soccorso.
- L'unità cinofila della Polizia Penitenziaria che ha come finalità di impiego quella di ricercare eventuale sostanze stupefacenti e impedire l'introduzione di sostanze stupefacenti all'interno delle carceri.
- Il Servizio Cinofili della Guardia di Finanza comprende unità antidroga, anticontrabbando/antiterrorismo, soccorso alpino e antivaluta (cash-dog).
- Unità cinofile dei Vigili del Fuoco, per la ricerca ed il soccorso in superficie su macerie e su valanghe.
- Unità cinofile da soccorso Protezione Civile, per la ricerca ed il soccorso in superficie su macerie e boschi.
- Unità cinofile del Corpo Nazionale Soccorso Alpino e Speleologico, per attività di ricerca e soccorso.
- Unità cinofile della Croce Rossa Italiana, per attività di ricerca e soccorso.
- La Polizia Locale, in molti comuni, ha unità cinofile in servizio antidroga e/o da utilità e difesa.

## Razze utilizzate
Le razze canine generalmente più diffuse a seconda dell'utilizzo sono:
- unità cinofila per servizi preventivi:
  - Pastore maremmano
  - Pastore Belga Malinois
  - Rottweiler
  - Dobermann
  - Pastore Olandese

- unità cinofila per attività di polizia giudiziaria:
  - Pastore Tedesco
  - Pastore Belga Malinois
  - Bloodhound
  - Labrador Retriever
  - Springer Spaniel Inglese
  - Border Collie
  - Cane Lupo Cecoslovacco
  - Beagle